# Tepochica
Tepochica es una localidad del estado mexicano de Guerrero, que forma parte del municipio de Iguala de la Independencia, al norte de la entidad.

## Localización y demografía
La localidad de Tepochica se encuentra localizada en las afueras de las ciudades de Iguala de la Independencia y de Tepecoacuilco de Trujano sobre la Carretera Federal 95 Iguala-Chilpancingo, que es su principal vía de comunicación. Se ubica en las coordenadas geográficas 18°18′8″N 99°31′23″O / 18.30222, -99.52306 y a una altitud de 953 metros sobre el nivel del mar.
De acuerdo con los resultados del Censo de Población y Vivienda realizado por el Instituto Nacional de Estadística y Geografía tiene una población total de 740 habitantes, de los cuales 357 son hombres y 383 son mujeres.

## Historia
El 15 de octubre de 2019 en la comunidad ocurrió un enfrentamiento entre civiles que atacaron un destacamento del ejército mexicano y que se saldó con quince personas muertas.